# Фердинанд д'Есте
Фердинанд д'Есте (повне ім'я — Фердинанд Карл Йозеф Остеррайх-Есте; нім. Ferdinand Karl Joseph von Österreich-Este; 25 квітня 1781, Мілан, Габсбурзька монархія — 5 листопада 1850, Альтмюнстер, Австрійська імперія) — австрійський ерцгерцог, фельдмаршал, цивільний та військовий генерал-губернатор Галичини (1830—1846) та Трансільванії (1835—1837). Виразник абсолютистських інтересів Габсбургів. Протегував польській аристократії. Очолював боротьбу проти українського визвольного руху, протидіяв спробам модернізації національного життя галицьких українців.

## Життєпис
Народився 25 квітня 1781 року в Мілані. Фердинанд Карл був шостою дитиною в родині ерцгерцога Фердинанда Австрійського та Марії Беатріче д'Есте.
Перед початком своєї військової кар'єри він у 1799 році закінчив Терезіанську академію у Вінер-Нойштадті. По закінченню академії його 21 лютого 1800 року було підвищено до звання генерал-майора, а 4 січня 1801 року — до звання дивізійного генерала.
Під час війни Третьої коаліції проти Франції у 1805 році йому було доручено командувати 3-м австрійським армійським корпусом, що дислокувався у Швабії. 1 вересня 1805 року його було підвищено до звання генерала кавалерії. Під час битви під Ульмом (8–15 жовтня 1805 року) він потрапив в оточення. Фельдмаршал-лейтенант Карл Мак фон Ляйберіх, який був прикріплений до нього як начальник генерального штабу, рушив на чолі австрійської армії до Ульму, щоб зміцнити це місто, але під час наближення до річки Іллер був атакований французами, зазнав поразки та сховався в Ульмі. Тут Мак був оточений та капітулював з двадцятитисячним військом. Натомість Фердинандові вдалося втекти до Богемії через Гайслінген-ан-дер-Штайге та Еттінген з близько 2000 кавалеристів, тоді як піхота та важка артилерія потрапили в полон кавалерії Йоахіма Мюрата. 2 грудня 1805 року, під час битви під Аустерліцом, він командував правим крилом російсько-австрійської армії.
У 1809 році, під час війни П'ятої коаліції проти Франції, з корпусом понад 30 тисяч вояків йому було доручено захопити Варшавське герцогство, що було одним з ключових елементів воєнного плану антинаполеонівської коаліції. 19 квітня в битві під Рашином поблизу Варшави він не зміг перемогти значно меншу армію герцогства під командуванням князя Юзефа Понятовського, але 23 квітня вступив до Варшави, з якої відступили польські війська. Залишивши столицю, Понятовський зміг перегрупувати польські війська, організувати ефективну оборону на лінії Вісли, а потім перехопити ініціативу та зайняти великі райони Галичини, включаючи Краків та Львів. Цей польський наступ змусив основний австрійський корпус залишити Варшаву 2 червня, що дало Фердинанду можливість провести частковий контрнаступ. Однак 5 липня війська Наполеона I Бонапарта здобули перемогу у битві під Ваграмом і, відповідно до положень мирного договору від 14 жовтня, Австрія втратила території, окуповані поляками, за винятком Львова.
Фердинанд брав участь у війні Сьомої коаліції проти Франції у 1815 році як командувач австрійського резерву. У 1816 році Фердинанд очолив військове командування в Угорщині, від 1830 року — цивільний та військовий генерал-губернатор Галичини. Мешкав у Львові. 17 вересня 1836 року його було підвищено до звання фельдмаршала. Після подій 1846 року його відкликали та він вирушив до Модени в Італії.
Фердинанд ніколи не був одруженим. 5 листопада 1850 року він помер в Альтмюнстері, поблизу Гмундена в Австрійській імперії. Його серце було поховано окремо, у так званій «крипті сердець» (нім. Herzgruftel) в каплиці Лоретто церкви Святого Августина у Відні, де знаходяться 54 срібних урни з серцями багатьох Габсбургів.